# 251642 Leonardodicaprio
251642 Leonardodicaprio è un asteroide della fascia principale. Scoperto nel 2010, presenta un'orbita caratterizzata da un semiasse maggiore pari a 3,1292210 au e da un'eccentricità di 0,2285999, inclinata di 18,22322° rispetto all'eclittica.